# نوارا دی سیسیلیا
نوارا دی سیسیلیا (به ایتالیایی: Novara di Sicilia) یک کومونه در ایتالیا است که در استان مسینا واقع شده‌است.

## خصوصیات
نوارا دی سیسیلیا ۴۸٫۸ کیلومترمربع مساحت و ۱٬۶۰۶ نفر جمعیت دارد و ۶۵۰ متر بالاتر از سطح دریا واقع شده‌است.